# Aulacospermum dissectum
Aulacospermum dissectum là một loài thực vật có hoa trong họ Hoa tán. Loài này được (C.B. Clarke) U. Dhar, Kachroo & Naqshi mô tả khoa học đầu tiên năm 1995.